# Lena Scissorhands
Elena Cataraga (née le 22 novembre 1986), connue professionnellement sous le nom de Lena Scissorhands, est une chanteuse et compositrice moldave de heavy metal, résidant aux États-Unis. Elle est la chanteuse principale et l'un des membres fondateurs du groupe de métal moldave Infected Rain. Elle est également la chanteuse du groupe américain de métal alternatif Death Dealer Union.

## Biographie

### Jeunesse
Cataraga est née le 22 novembre 1986 à Chișinău. Aînée d'une fratrie de trois enfants, elle grandit dans des conditions précaires, ce qui l'oblige à trouver un emploi dès son plus jeune âge. Sa mère travaille comme assistante médicale. Son père est d'origine arménienne, et Lena a grandi dans une famille russophone dans le secteur Telecentru de Chișinău. Cataraga fréquente une école de langue roumaine à Chișinău, et à l'âge de 13 ans, elle s'est intéressée à la musique alternative. Fascinée par les riffs durs et les voix agressives, elle découvre son amour pour la musique métal à l'âge de 14 ans. Plus tard, elle travaille comme maquilleuse et suit une formation de coiffeuse, ce qui lui vaut le surnom de « Scissorhands ».

### Infected Rain
En 2008, Scissorhands forme le groupe Infected Rain avec le guitariste Vadim « Vidick » Ozhog et Ivan « DJ Kapa » Kristioglo. Le groupe se produit pour la première fois le 3 août 2008 dans le cadre d'un concert hommage à Slayer ; le premier EP Judgmental Trap suit en 2009. Comme elle n'avait jamais pris de cours de chant auparavant, Scissorhands commence à prendre des leçons avec le professeur de chant Tatiana Robertovna. À partir de ce moment, elle se consacre également à l'écriture de chansons en écrivant les paroles des chansons d'Infected Rain. Ses textes parlent d'expériences personnelles, de peurs et de déceptions qui lui sont arrivées dans la vie.
Dans les années qui suivent, le groupe fait de nombreuses apparitions sur scène lors de festivals, de tournées et de premières parties d'Eluveitie et de Lacuna Coil. Afin de répondre aux exigences croissantes en tant que chanteuse, Scissorhands prend des cours en 2013 auprès de la célèbre professeure de chant Melissa Cross à New York, qui avait déjà travaillé avec d'autres musiciens de renom,. Le 18 octobre 2019, le quatrième album studio du groupe, Endorphin, est publié. Une fois de plus, Scissorhands écrit les paroles de toutes les chansons. L'album a reçu des critiques majoritairement positives,.

### Death Dealer Union
Le 8 avril 2022, Death Dealer Union sort son premier single, Borderlines, avec Scissorhands. Le 12 août, le groupe annonce que Scissorhands avait officiellement rejoint le groupe. Le 1er novembre, ils annoncent avoir signé un contrat avec Napalm Records.

### Apparitions en tant qu'invitée et style vocal
En plus de chanter avec Infected Rain, Scissorhands a également participé à d'autres projets musicaux (dont Seas on the Moon, Nu-Nation, Anotherkind, Chase the Comet, Nervosa). Sa particularité est son chant guttural (grognements, screamings), mais elle pratique également le chant clair. Le changement de technique vocale - très souvent au sein d'une même chanson - est caractéristique du style musical d'Infected Rain. En raison de son style, Scissorhands a été nommée par les médias locaux « la chanteuse la plus excentrique de Moldavie »,.

## Vie personnelle
Cataraga est végétalienne et réside à Las Vegas, dans le Nevada, aux États-Unis. Elle gère sa propre chaîne YouTube. Elle ne consomme ni drogue ni alcool, mais n'a jamais indiqué si elle était straight edge.
Elle est également connue pour ses tatouages et elle a des tatouages de ses influences vocales sur sa jambe, l'un étant Mitch Lucker de Suicide Silence, et l'autre étant Chino Moreno de Deftones.

## Discographie

### Avec Seas on the Moon
- 2016 : Hovering (single)
- 2017 : Promise (single)
- 2020 : Opium (single)
- 2020 : Another (single)
- 2020 : Sanctuary (single)
- 2020 : Sanctuary (EP)
- 2021 : The Regress (single)
- 2022 : The Rule of 21 (single)

### Avec Nu-Nation
- 2016 : Let Me Go  (single)

### Avec Anotherkind
- 2020 : Aero Zeppelin (reprise de Nirvana)
- 2021 : Back to the Roots
- 2021 : Listen to Your Heart (reprise de Roxette)

### Avec Chase the Comet
- 2020 : All the Things She Said (reprise de t.A.T.u.) (single)

### Avec Awake Again
- 2021 : Busy Doing Nothing (single)

### Avec Oceans
- 2021 : Voices (single)

### Avec Astray Valley
- 2021 : Erased (single)

### Avec Vervain St. Project
- 2021 : Believe (single)
- 2022 : Free (single)

### Avec Trembling Sky
- 2021 : Pretend to Fly (single)

### Avec Death Dealer Union
- 2022 : Borderlines (single)
- 2022 : Beneath the Surface (single)
- 2023 : Initiation (album studio)

### Avec Metopia
- 2022: Kriegerin (single)
- 2023: New Dawn (single)

### Avec Staple R
- 2022: Bumblebee Cemetery (single)